# Martin Dulig
Martin Dulig (* 26. února 1974 Plavno) je saský politik za SPD. Mezi lety 2009 až 2021 předsedal saské SPD a v letech 2014 až 2024 zastával funkci místopředsedy Saské státní vlády a zároveň saského státního ministra pro hospodářství, práci a dopravu.

## Život
Martin Dulig pochází z rodiny spojené s církevním prostředím, jeho otec Gerhard Dulig byl docentem míšenského Jáhenského domu. První měsíce svého života strávil v Ruppertsgrünu v tehdejším okrese Plavno venkov, kde byl také pokřtěn. Později vyrůstal v Míšni a Moritzburgu. Má tři starší bratry. Stejně jako oni nebyl členem masových organizací jako Pionýr, Jugendweihe nebo FDJ, ale zapojil se do práce v evangelické organizaci Junge Gemeinde. Duligovi bratři nesměli z politických důvodů absolvovat středoškolská studia a on sám také nebyl zprvu přijat na střední školu s maturitou. To se změnilo až v průběhu politických změn na podzim 1989.
V letech 1990–1992 vystudoval obor zedník zakončený maturitou. Poté pracoval až do roku 1998 jako referent výchovy mládeže v regionálním sdružení SPD v Sasku a v Německé odborové federaci (DGB). V letech 1998–2004 studoval výchovu a sociální pedagogiku na Technické univerzitě v Drážďanech, kde získal diplom z pedagogiky. Od té doby je zároveň členem SPD v Saském zemském sněmu.
Martin Dulig žije v Moritzburgu. Od roku 1992 je ženatý, je otcem šesti dětí a dědečkem čtyř vnoučat. Je členem odborové organizace ver.di a sociální organizace AWO.

## Politika

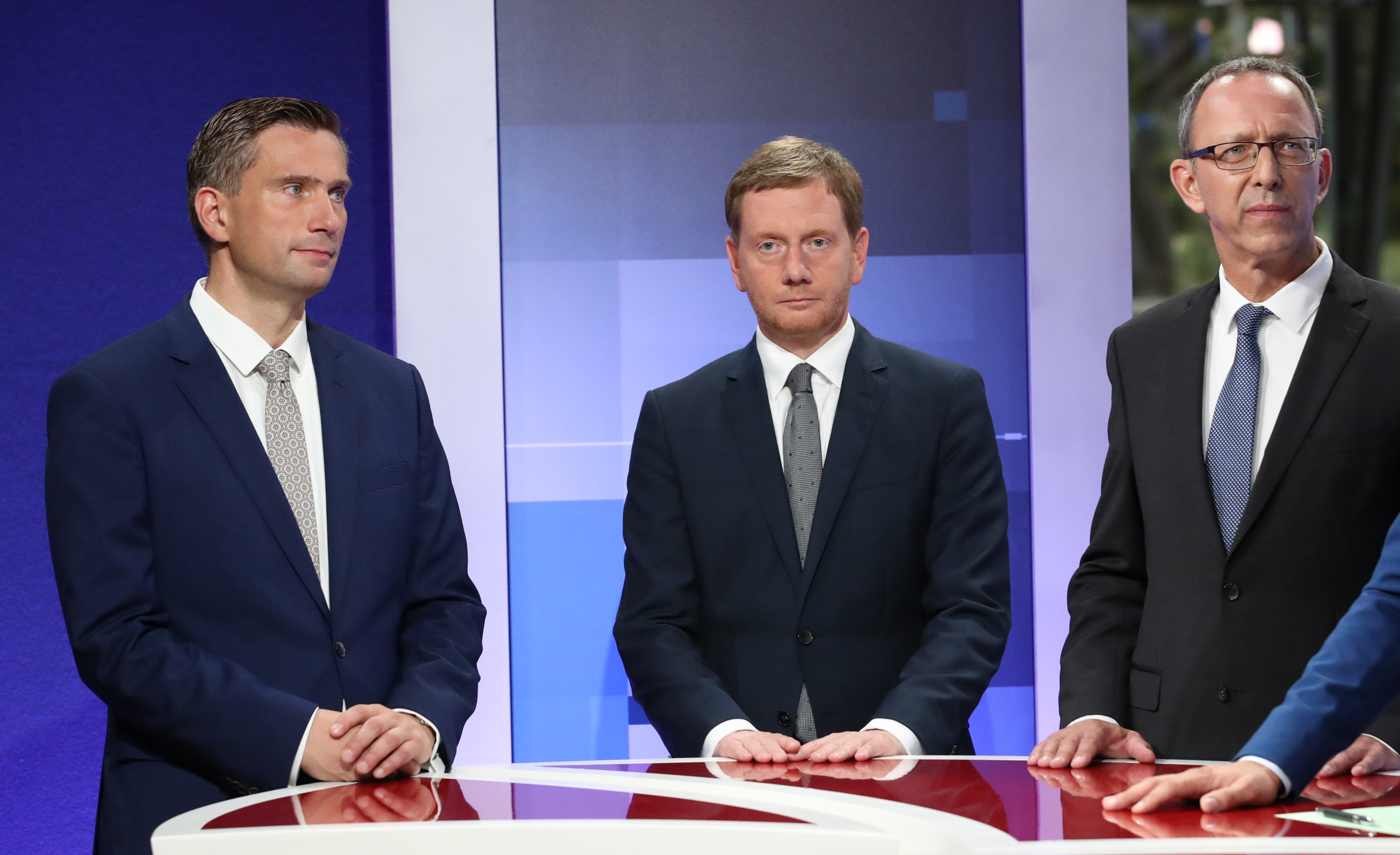
Martin Dulig (vlevo), Michael Kretschmer (uprostřed) a Jörg Urban (vpravo) během volebního večera při zemských volbách v roce 2019

Během politických změn na podzim 1989 se stal Dulig spoluzakladatelem Mladých sociálních demokratů (Jusos, mládežnická organizace sociálně demokratické strany v NDR). Do SPD vstoupil v roce 1992 a roku 1999 byl zvolen zemským předsedou Jusos. Tuto funkci zastával do roku 2004. Od roku 1999 je členem zemského předsednictva své strany. V letech 2004–2007 převzal předsednictví stranického okrsku SPD Dresden-Elbe-Röder a po jeho rozdělení se stal až do roku 2009 předsedou okrsku Míšeň.
Od října 2004 je poslancem Saského zemského sněmu a v lednu 2005 se stal manažerem parlamentní frakce SPD. V roce 2007 pak převzal od Cornelia Weise předsednictví parlamentní frakce. Dne 24. října 2009 byl na mimořádném stranické sjezdu zvolen novým předsedou saské SPD. Od prosince 2011 je též členem výkonného výboru strany. Spolu s dalšími třemi předsedy parlamentních frakcí Steffenem Flathem (CDU), Holgerem Zastrowem (FDP) a Antje Hermenau (Svaz 90/Zelení) obdržel Dulig v květnu 2014 od předsedy Saského zemského sněmu Matthiase Rößlera saskou ústavní medaili jako uznání za práci na začlenění zákazu nových půjček do saské ústavy.
V 6. saských zemských volbách, konaných dne 31. srpna 2014, kandidoval Martin Dulig jako volební lídr SPD a byl opětovně zvolen poslancem zemského sněmu. Poté, co byla v následně v listopadu 2014 uzavřena černo-červená koalice CDU a SPD, byl Dulig dne 13. listopadu 2014 předsedou vlády Stanislawem Tilichem jmenován Saským státním ministrem pro hospodářství, práci a dopravu a zároveň místopředsedou třetí Tilichovy vlády. Dne 24. listopadu 2014 jej ve funkci předsedy parlamentní frakce SPD nahradil Dirk Panter. Ve funkci ministra i místopředsedy vlády pokračoval i po demisi ministerského předsedy Tilicha v první vládě Michaela Kretschmera.
Pro 7. saské zemské volby, konané 1. září 2019, byl Dulig opět lídrem kandidátky SPD a znovu obhájil post poslance Saského zemského sněmu. Dne 20. prosince 2019 byl znovu jmenován Saským státním ministrem pro hospodářství, práci a dopravu ve druhé Kretschmerově vládě. Kromě toho se stal druhým místopředsedou Saské státní vlády, což je vůbec poprvé, co byla tato funkce v Sasku ustanovena. Důvodem bylo to, že Wolfram Günther za Svaz 90/Zelené obsadil jako silnější koaliční partner post prvního místopředsedy.
Během koronavirové pandemie byl Dulig ostře kritizován za své krizové řízení z pozice ministra hospodářství a částečně za výroky k saskému hospodářství. Velkým problémem bylo, že nouzová pomoc, na kterou poskytl 120 milionů eur, byla zcela nesprávně odhadnuta; již po několika týdnech dosáhla skutečná potřebná částka více než 500 milionů eur. Předseda vlády Kretschmer poté kritizoval skutečnost, že Duligova opatření zasáhla střední třídu. Asociace saské ekonomiky navíc kritizovala skutečnost, že Sasko je jednou z mála spolkových zemí, která nenabízí granty, ale pouze půjčky. Sám Dulig hodnotil svá opatření jako dostatečná a celkově úspěšná, ale připouští své vlastní chyby, jako například selhání webu Sächsische Aufbaubank (SAB).
V 8. saských zemských volbách, konaných dne 1. září 2024, kandidoval Dulig jako přímý kandidát SPD ve volební okrsku Míšeň 4. Přímý mandát nezískal, když skončil na třetím místě, a poslancem tak byl zvolen prostřednictvím kandidátky. Funkci místopředsedy vlády i ministra opustil 19. prosince 2024 v souvislosti s ustanovením nové třetí vlády Michaela Kretschmera.